# Retsjnoj Vokzal (metrostation Moskou)

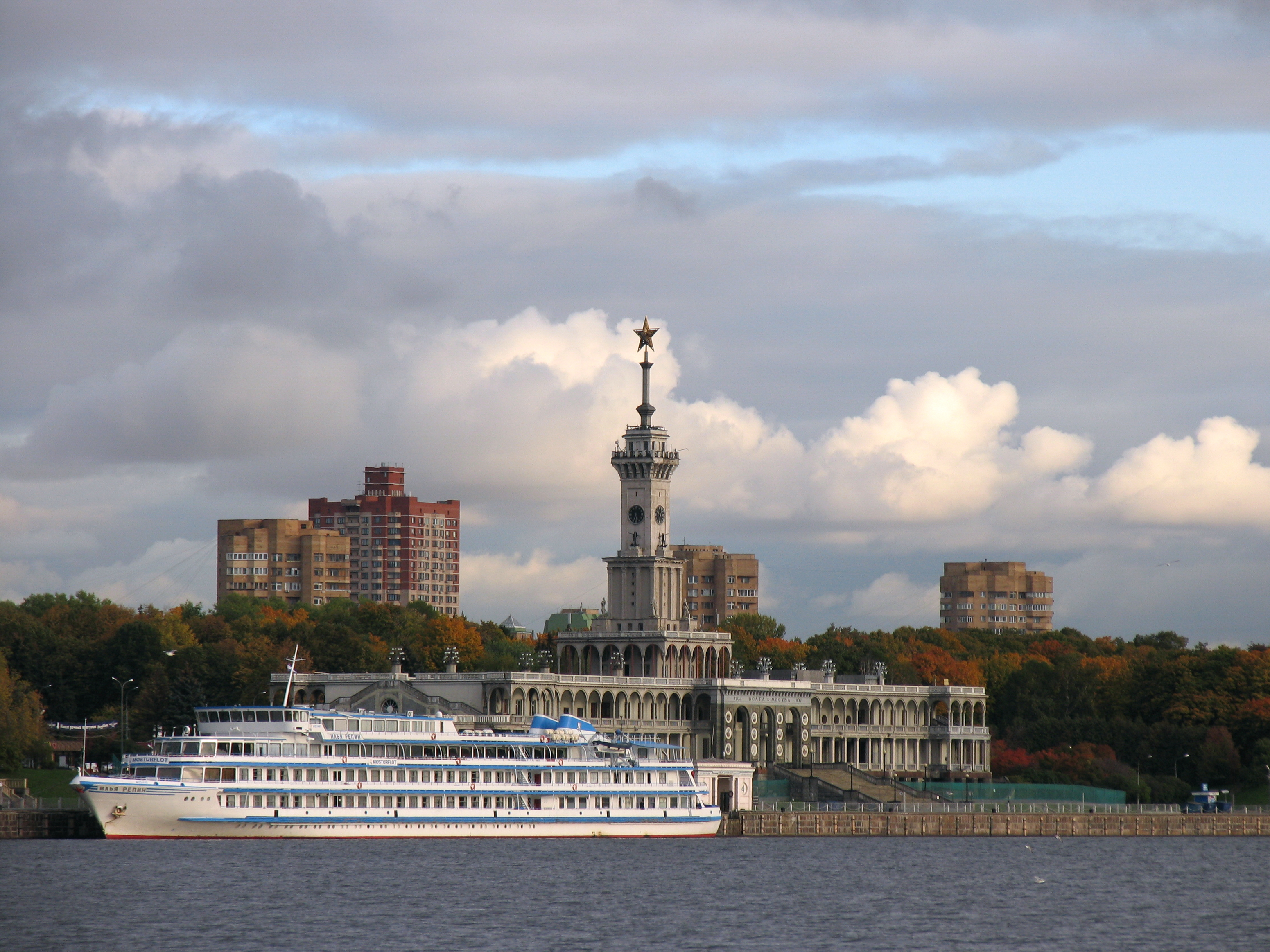
Hotelschip Ilja Repin bij de aanlegplaats

Retsjnoj Vokzal (Russisch: Речной Вокзал) is een station aan de Zamoskvoretskaja-lijn van de Moskouse metro. De naam van het station betekent Rivierstation en is te danken aan de aanlegplaats voor hotelschepen iets ten westen van het station. In de eerste helft van de jaren 60 van de twintigste eeuw is lijn 2 aan de noordkant doorgetrokken tot het rivierstation dat hier in 1937 was gebouwd als Moskouse aanlegplaats voor de rivierscheepvaart. De drie stations van de verlenging zijn gebouwd volgens een standaardontwerp van een zuilenstation. Dit ontwerp is sober gehouden in de voor die tijd kenmerkende badkamerstijl waarbij de wanden zijn betegeld met badkamertegels. De verlenging werd op 31 december 1964 geopend en Retsjnoj Vokzal was 53 jaar het noordelijkste station van lijn 2. 